# 农事诗
《农事诗》（英語： /ˈdʒɔːrdʒɪks/；拉丁語： [ɡɛˈoːrɡɪka]），古罗马诗人维吉尔的代表性作品。《农事诗》长达4卷，全诗长达2188行，一共花费维吉尔7年才完成。
维吉尔的代表性作品有：《农事诗》、《牧歌》、《埃涅阿斯纪》。

## 内容
第一卷，主要谈论庄稼。
第二卷，主要谈论葡萄和橄榄树。
第三卷，主要谈论放牧牛、马。
第四卷，主要谈论养蜜蜂。

## 译著
中国大陆出版了英文译本的《农事诗》——（英語：Eclogues and Georgics）。
海外出版了《农事诗》的中文译本The Georgics: a Chinese translation。